# Márta Egervári
Márta Egervári (ur. 4 sierpnia 1956 w Budapeszcie) – węgierska gimnastyczka sportowa. Brązowa medalistka olimpijska z Montrealu.
Brała udział w dwóch igrzyskach olimpijskich (IO 76, IO 80). W 1976 zajęła trzecie miejsce w ćwiczeniach na poręczach. Była trzecia w drużynie na mistrzostwach świata w 1974.